# Antônio Sílvio Cunha Bueno
Antônio Sílvio Cunha Bueno (São Paulo, 8 de dezembro de 1918 – São Paulo, 31 de dezembro de 1981) foi um advogado e político brasileiro que exerceu quatro mandatos de deputado federal por São Paulo. Foi um dos nomes mais importantes do Movimento Municipalista.
Era membro do Instituto Histórico e Geográfico de São Paulo, do qual foi diretor. Foi presidente do Instituto Brasileiro de Direitos Humanos.

## Dados biográficos
Filho de Joaquim da Cunha Bueno Júnior e Dora Barbosa Cunha Bueno. Advogado formado na Universidade de São Paulo em 1941, fez política na época do movimento estudantil como vice-presidente da Associação Acadêmica Álvares Penteado e representante do Centro Acadêmico XI de Agosto. Depois da graduação foi comissário de menores da capital paulista e exerceu o cargo de oficial de gabinete da Secretaria de Justiça e a seguir do interventor federal Fernando Costa. Nomeado procurador do estado em 1942 permaneceu cinco anos no cargo atuando também como auditor de guerra da Justiça Militar e consultor jurídico do consulado do Chile em São Paulo.
Eleito deputado estadual pelo PSD em 1947 e deputado federal em 1950, foi candidato a vice-governador em 1954 na chapa de Prestes Maia num pleito vencido por Jânio Quadros, em cujo governo foi secretário do Interior. Reeleito deputado federal em 1958 e 1962, ingressou na ARENA tão logo o partido foi criado pelo Regime Militar de 1964 sendo reeleito em 1966 sendo, porém, cassado pelo Ato Institucional Número Cinco em 16 de janeiro de 1969. Afastado da vida pública investiu na carreira política do filho, o economista Cunha Bueno.